# Vittorio Algarotti
Vittorio Algarotti (Verona, 1533 – Venezia, 1604) è stato un medico italiano.

## Biografia
Preside del collegio medico di Verona (1593-1604), fu influenzato da Paracelso e per primo ricavò l'ossicloruro di antimonio (da lui definito pulvis angelicus), che divenne noto come polvere di Algarotti.
Algarotti vi preparò delle pillole purgative ed emetiche.